# Trine Søndergaard
Pour les articles homonymes, voir Søndergaard.
Trine Søndergaard, née le 24 mars 1972  est une artiste contemporaine et photographe danoise.
Elle vit et travaille à Copenhague.
En 1996, elle est diplômée de Fatamorgana, l'école danoise de la photographie d'art. Le travail de Søndergaard est caractérisé par une précision et une sensibilité qui coexistent avec une enquête sur le médium de la photographie, ses limites et ce qui constitue une image. Cernées de sens et d’émotion discrète, ses œuvres sont très appréciées pour leur intensification visuelle de notre perception de la réalité. En 2000, elle a reçu le prix Albert Renger-Patzsch et a depuis reçu de nombreuses subventions et bourses. 
La bourse Danish Arts Fondation, lui a permis de mener un important travail pendant 3 ans. Ses photographies ont fait d'expositions dans des nombreux pays et figurent dans les collections de grandes institutions telles que le musée de Beaux-Arts de Houston aux Etats-Unis, le MUSAC en Espagne, le musée d'Art de Goteborg en suède, le national Museum en Norvège , l'Israel Museum, le musée AROS au Denemark et la Maison Européenne de la Photographie en France .
Søndergaard est membre de la Danish Artists Society et de la Artists Association Grøningen. En outre, elle a réalisé des commandes publiques pour des musées et des institutions culturelles.
Søndergaard a publié des livres chez Steidl, Hatje Cantz et Hassla Books. Elle a également exposé et publié de nombreuses publications en collaboration avec l'artiste danois Nicolai Howalt. Trine Søndergaard  est représentée par la galerie Martin Asbaek à Copenhague et la galerie Bruce Silverstein à New York.

## Biographie
Trine Søndergaard étudie le dessin et la peinture à Aalborg et à Copenhague de 1992 à 1994.
En 2000, l'artiste reçoit le prix Albert Renger Patzsch. Trine Søndergaard réside à Copenhague.
En 2018, l'artiste présente Intérior et Guldnakke, deux séries de photographies au MUMA au Havre.

## Publications
- TreeZone, Nicolai Howalt & Trine Søndergaard,  Hassla Books, 2009[6]
- Monochrome Portraits, Trine Søndergaard, Hatje Cantz, 2009[7]
- How to Hunt,  Nicolai Howalt & Trine Søndergaard, with text by Anna Krogh. Artpeople, Copenhagen, 2005[8]
- Now That You Are Mine, Trine Søndergaard, Steidl, 2002[9]

## Expositions personnelles
- 2018 Trine Søndergaard - Still, Muma, Le Havre
- 2012 Strude, Museum Kunst der Westkuste, Alkersum/Föhr, Allemagne
- 2010 Monochrome Portraits, City Art Museum, Ljubjana, Slovénie
- 2010 Strude II, Trine Søndergaard, Galleri Kant, Fanø, Danemark
- 2010 Trine Søndergaard, Bruce Silverstein Gallery, New York, États-Unis[10]
- 2010 Monochrome Portraits, Nessim Gallery, Budapest, Hongrie[11]
- 2010 Strude, Ny Carlsberg Glyptotek, Copenhague, Danemark[12]
- 2009 Mono, Galleri Image, Aarhus, Danemark
- 2009 Monochrome Portraits, Martin Asbæk Gallery, Copenhague, Danemark[13]
- 2008 Trine Søndergaard, Galleri Kant, Sønderho, Danemark
- 2003 Now That You Are Mine, Filosofgangen, Odense, Danemark
- 2003 Versus, Thorvaldsens Museum, Copenhague, Danemark
- 2001 Now That You Are Mine, The National Photo Institute of the Nederlands, Rotterdam, Pays-Bas
- 2000 Now That You Are Mine, IFSAK, Istanbul,Turquie
- 1998 Neighbours, International Meetings of Photography, Plovdiv, Bulgarie
- 1996 Kom de bagfra, Kanonhallen, Copenhague, Danemark